# Elecciones generales de Suecia de 1991
Las elecciones generales se celebraron en Suecia el 15 de septiembre de 1991. El Partido Socialdemócrata (S) siguió siendo el partido más grande en el Riksdag , ganando 138 de los 349 escaños.
La elección fue notable debido al surgimiento de un nuevo partido populista de derecha llamado Nueva Democracia que logró entrar al parlamento por primera (y última) vez. A los cuatro partidos de la coalición de centroderecha (el Partido del Centro (C), el Partido Popular Liberal (FP), el Partido Moderado (M) y la Unidad Democrática Cristiana (KDS)) juntos lograron un total combinado de 171 escaños, 17 más de los 154 de los dos partidos de izquierda, pero aun así menos de los 175 necesarios para una mayoría. Por lo tanto, el bloque de centro derecha dependía de la Nueva Democracia para asegurar una mayoría parlamentaria.
Esta elección también fue famosa por el desempeño del Partido del Pato Donald, que reunió 1,535 votos, lo suficiente para convertirlo en el noveno más grande de Suecia. La plataforma del partido consistió en licor gratis y aceras más anchas.

## Campaña
El 25 de noviembre de 1990, Dagens Nyheter publicó un artículo de debate escrito por Ian Wachtmeister y Bert Karlsson en el que lanzaron un partido, Nueva Democracia y durante la primavera, el partido recibió poco más del 10 por ciento en las encuestas de opinión. El partido hizo una campaña electoral muy conocida. Cuando Wachtmeister y Karlsson hablaron en el Almedalen en Visby, atrajeron a 3.000 personas que vieron cómo apilaban bandejas de cerveza para mostrar lo fácil que era reducir el gasto público y exigieron que se introdujera el llamado sentido común en la política.
En una encuesta realizada por SIFO en abril, los socialdemócratas habían caído por debajo del 30%, el más bajo en los tiempos modernos. El 16 de abril, también se publicó el libro del exministro de Finanzas Kjell-Olof Feldt sobre el reinado de 1982-1990, Todos estos días ... Según Feldt, su tiempo como primer ministro se caracterizó por constantes luchas entre facciones dentro del Partido Socialdemócrata y entre el partido. La campaña electoral socialdemócrata en 1988 se caracterizó por promesas de voto fáciles que eran económicamente insostenibles. En sus memorias So I Think (2003), Ingvar Carlsson es muy crítico de que Feldt publique el libro en ese momento y considera que es una de las causas de la pérdida de elecciones.
El 30 de octubre de 1990, Carl Bildt del Partido Moderado (M) y Bengt Westerberg del Partido Popular Liberal (FP) publicaron un artículo de debate en Dagens Nyheter en el que declararon que querían gobernar juntos. En la primavera de 1991, llegó un manifiesto electoral conjunto, Nuevo comienzo para Suecia.
En 1990, se formó el Partido de los Trabajadores, dirigido por el sindicalista Åke Wiklund. Este partido estaba formado en su mayor parte por desertores socialdemócratas y sindicalistas. Según una encuesta realizada por TEMO, el 4% de los votantes confía ese partido y al 26% le gustaría hacerlo. Pero el partido se dividió antes de las elecciones, pero sus actividades tomaron mucho poder en la campaña electoral de los socialdemócratas.
El Partido Verde (MP) se había visto afectado por conflictos internos y el problema ambiental tampoco influyó en la campaña electoral, a diferencia de las anteriores elecciones. De 1986 a 1990, el mercado de crédito para el mercado de la vivienda se liberalizó y los préstamos de los bancos aumentaron considerablemente. La crisis financiera comenzó cuando la compañía de bienes raíces Nyckeln canceló sus pagos en agosto de 1990. A lo largo de 1991, los avisos, cancelaciones y cierres aumentaron dramáticamente.

## Resultados
| Partido                            | Votos     | %     | Escaños | +/–   |
| ---------------------------------- | --------- | ----- | ------- | ----- |
| Partido Socialdemócrata (S)        | 2,062,761 | 37.71 | 138     | –18   |
| Partido Moderado (M)               | 1,199,394 | 21.92 | 80      | +14   |
| Partido Popular Liberal (FP)       | 499,356   | 9.12  | 33      | –11   |
| Partido del Centro (C)             | 465,175   | 8.50  | 31      | –11   |
| Unidad Democrática Cristiana (KDS) | 390,351   | 7.14  | 26      | +26   |
| Nueva Democracia (NyD)             | 368,281   | 6.73  | 25      | Nuevo |
| Partido de la Izquierda (V)        | 246,905   | 4.51  | 16      | –5    |
| Partido Verde (MP)                 | 185,051   | 3.38  | 0       | –20   |
| Otros partidos                     | 53,487    | 0.97  | 0       | 0     |
| Votos nulos/en blanco              | 92,159    | –     | –       | –     |
| Total                              | 5,562,920 | 100   | 349     | 0     |
| Votantes registrados/participación | 6,413,407 | 86.70 | –       | –     |
| Fuente: Nohlen & Stöver            |           |       |         |       |

## Gobierno
Las negociaciones para formar gobierno se hicieron difíciles por el hecho de que los cuatro partidos de derecha no tenían mayoría. Durante la campaña electoral, Bengt Westerberg había declarado que nunca aceptaría un gobierno que dependiera de la Nueva Democracia (NyD) debido a que en la campaña electoral este partido tomo matices xenófobos.
El día después de las elecciones, el primer ministro Ingvar Carlsson (s) presentó su renuncia al presidente del parlamento Thage G. Peterson. El presidente aceptó inmediatamente la renuncia al primer ministro y al resto del gobinete. Posteriormente, comenzaron las consultas con todos los líderes de los partidos representados en el Riksdag. El 17 de septiembre, el presidente instruyó a Carl Bildt a estudiar las posibilidades de formar un gobierno con el mayor apoyo posible en el Parlamento.
El 24 de septiembre, Carl Bildt le dijo al Presidente que durante sus investigaciones sobre el tema del gobierno, descubrió que había motivos para formar un gobierno de cuatro partidos compuesto por el Partido del Centro (C), el Partido Popular Liberal (FP), el Partido Moderado (M) y la Unidad Democrática Cristiana (KDS). El 30 de septiembre, la Cámara se reunió por primera vez durante el período electoral. Ingegerd Troedsson del Partido Moderado (M) fue elegida como nueva presidenta (la primera vez que una mujer presidía el parlamento sueco) y asumió el trabajo de la formación del nuevo gobierno. Ella consultó a todos los líderes de todos los partidos parlamentarios el mismo día y luego informó a los vicepresidentes. Al día siguiente, el presidente habló con los líderes de los posibles partidos del gobierno, indicando que estaban dispuestos a formar un nuevo gobierno juntos.
El 1 de octubre, la Presidenta pronunció un discurso al Parlamento: el cargo de Primer Ministro debe recaer en Carl Bildt, que tiene la intención de formar un gobierno compuesto por representantes del Partido del Centro (C), el Partido Popular Liberal (FP), el Partido Moderado (M) y la Unidad Democrática Cristiana (KDS). El Parlamento aprobó la propuesta el 3 de octubre. Antes de la votación, Jan Bergqvist (s), Olof Johansson (c), Ian Wachtmeister (disfrutar) y Lars Werner (v) dieron explicaciones de sus votos. Jan Bergqvist declaró que la votación fue por tanto el primer ministro como la composición del partido y, por lo tanto, el programa político para el gobierno propuesto. Los socialdemócratas no votarían como lo hicieron después de las elecciones de 1976, las elecciones de 1979 y en la votación sobre el tercer gobierno de Fälldin en 1981 porque no formaron parte de la llamada base gubernamental.
Olof Johansson declaró que, basándose en las relaciones de poder imperantes en el Riksdag, el presidente había propuesto al Primer Ministro del mayor partido no socialista, es decir el Partido Moderado (M), que encontró que estaba de acuerdo con los principios del parlamentarismo. Dado que las cuatro partes, después de negociaciones en profundidad, acordaron las bases para una nueva política gubernamental, el Partido del Centro votaría por la propuesta del Presidente.
Ian Wachtmeister argumentó que las cosas se hicieron en el orden incorrecto, porque el primer ministro sería elegido sin saber qué política llevaría a cabo el próximo gobierno. Además, afirmó que Nueva Democracia emitiría sus votos cuando no se viera un programa efectivo que convenciera de que un cambio digno de ese nombre estaba en marcha. Lars Werner consideró razonable en vista de la salida de divisas que se formó un gobierno burgués.  Con referencia al trabajo preparatorio, argumentó que el significado del gobierno debe ser que el Riksdag tenía que decidir de hecho sobre la política que el primer ministro propuesto podría seguir.  Además, Lars Werner declaró que era en sí mismo más razonable que el candidato a primer ministro para el Parlamento también presentara su propuesta de un programa gubernamental antes de la votación, pero que no había nada declarado sobre esto en forma de gobierno.  El partido de izquierda argumentó que era básicamente un voto a favor o en contra de un programa del gobierno burgués bajo un liderazgo moderado.  Por lo tanto, el partido de izquierda votaría no.
En la votación, 163 miembros (m, fp, c y kds) votaron a favor de la propuesta y 147 miembros (s y v) votaron no. Los miembros restantes (23) pertenecientes a Nueva Democracia se abstuvieron. El Parlamento aprobó así la propuesta y nombró a Carl Bildt como primer ministro. El mismo día, el presidente emitió una orden para el Primer Ministro en nombre del Parlamento. El 4 de octubre, el Gobierno se hizo cargo de Carl Bildt en un consulado tradicional en el Castillo de Estocolmo bajo la presidencia del Rey Carl XVI Gustaf.